# 黎兵
黎兵（1969年3月16日—），中国职业足球运动员，首届中国足球先生，现已退役。他效力过多支中国足球顶级联赛俱乐部，2000年初还以租借的方式加盟过德乙球队奥芬巴赫踢球者。
出生于中国贵州，1992年入选中国国家足球队。他在甲A联赛共出场201场，曾经是一名后卫，首次改打前锋参加甲A联赛，就被评为1994年甲A联赛最佳球员（中国足球先生）。同年入选世界足球明星联队，赴意大利参加2场表演赛。黎兵在1995年从辽宁队以64万元人民币的转会费转会到广东宏远足球俱乐部，1997年1月以150万元从广东宏远转会到四川全兴。2002年挂靴退役。
退役后，黎兵先后出任过浙江绿城助理教练、成都谢菲联主教练及成都市足协副主席。
2007年10月13日，黎兵帶領成都谢菲联在中国足球甲级联赛提前两轮「冲超」成功。2009年4月27日，成都谢菲联在中超战绩不佳，6轮比赛过后球队只取得了1胜5负，黎兵为此下课。
2010年12月11日，中國足協宣佈黎兵為新任國奧隊主帥布拉澤維奇的助理教練。2011年9月暂时担任国家二队主教练，之后很快就调到国青队，担任荷兰人里克林克的助理教练。
2012年12月27日下午，广州富力足球俱乐部发布公告，宣布黎兵出任广州富力足球俱乐部广州富力足球队领队。
2013年2月，接替离队的里克林克，成为国青队的过渡主教练。
2013年5月19日，广州富力主教练下课后，黎兵兼任代理主教练至6月4日瑞典人接任球队主教练。
2014年4月，黎兵因兼任广州富力领队的工作，辞去中国国青队主教练的职务。

## 职业生涯列表
- 1992年入选中国国家足球队
- 1994年 辽宁足球俱乐部
- 1995年 - 1996年 广东宏远
- 1997年 - 2002年 四川全兴
- 2000年 奥芬巴赫踢球者（租借）

## 个人荣誉
- 1994年甲A联赛最佳球员（中国足球先生）
- 1993年获七届全运会冠军（辽宁队）
- 1998赛季甲A联赛季军（四川全兴）
- 2016赛季中甲联赛最佳教练员（贵州恒丰智诚）